# Langenmosen
Langenmosen è un comune tedesco di 1 469 abitanti, situato nel land della Baviera.